# Theo Sieben
Theo Sieben (Asten, 23 maart 1965) is een Nederlandse gitarist, zanger en componist.

## Loopbaan
Sieben studeerde van 1987 tot 1992 klassieke en elektrische gitaar aan het Conservatorium in Maastricht. Sindsdien begeleidt hij als sessiemuzikant vele andere artiesten, zoals Douwe Bob, Ellen ten Damme, Bertolf Lentink, Corrie van Binsbergen en Henny Vrienten. Met die laatste was Sieben meerdere malen te gast in het tv-programma De Wereld Draait Door. Daarnaast componeert Sieben filmmuziek en muziek voor theater en moderne dans. Hij kreeg compositie opdrachten van onder andere EYE, Genrale Oost en Introdans. Verder speelde hij bij Orkater en Het Nationale Toneel. In 2001 richt Sieben de band Lambert op, samen met Guus Blijerveld (bas) en Patrick Onderweegs (drums). Lambert doet in 2003 mee met het rondreizende muziekfestival Popronde. Het nummer Sunny Satellite komt op de promo cd, later neemt Sieben het opnieuw op voor zijn soloplaat Until Grass. Ook stond Lambert in 2004 op het Folkwoods Festival in Nuenen. Alhoewel zijn grootste liefdes de blues en americana zijn, speelde hij ook regelmatig, tussen 1994 en 1999 in de band van Bob Fosko, De Raggende Manne. 
Onder zijn eigen naam nam hij meerdere soloalbums op. Zijn versie van Hard Time Killin' Floor Blues kreeg wat bekendheid omdat het in een aflevering van Floortje naar het einde van de wereld (Vanderlin Island) in zijn geheel werd gedraaid. Hij speelde solo onder andere op Parkfest, Into The Great Wide Open en Naked Song.
Sinds 2007 speelt hij vast in de band van Jelle Paulusma, PAULUSMA. Jelle en Theo speelden tussen 2008 en 2012 ook in Rob Klerkx' band, Klerkx & The Secret.  In 2019 speelt Theo, met Reyer Zwart en Jeroen Kleijn, in de band van Philip Kroonenberg tijdens zijn Some More Time tour. 
In 2022 speelt hij met Her Majesty tijdens de Are You Ready For The Country tournee, in 2023 tijdens de San Francisco City Trip tournee.

## Filmmuziek
- Kip! (2007)
- Nat (2009)
- De Tangoman (2009)
- Witte vis (2009)
- Dark Rider (2021)

## Theatermuziek
- HelleBal - Generale Oost (2003)
- Midzomernachtdroom - Canvas Performing Arts (2004)
- Geen Zwanenmeer - IntroDans (2005)
- Vuurtorenwachter - Oerol (2005)
- Zus Konijn - Theatergroep Kwatta (2006)
- Sparagmos - E74 (2006)
- Bik Beng - Theatergroep Kwatta (2010)
- His Birthright - EYE Filminstituut Nederland (2010)

## Solodiscografie
- Until Grass (Kletter Recordings / Dying Giraffe Recordings, 2011)
- Invite to Dance (Kletter Recordings, 2012)
- Delphinidin (Highwind Howl, 2016)
- Market Meat (Highwind Howl, 2018)
- Join The Crowned! (Highwind Howl, 2022)